# Aprilrevolutionen
Aprilrevolutionen, eller Saurrevolutionen (persiska: إنقلاب ثور, pashto: اوښتون غويی) efter den afghanska månad som har sin början den 21 april, var den kupp genom vilken det kommunistiska afghanska partiet PDPA tog makten i Afghanistan natten till den 28 april 1978. När de tagit makten började partiet att implementera ett socialistiskt styre, och försökte begränsa islams inflytande.I revolutionens ledning stod inledningsvis Nur Mohammad Taraki, Hafizullah Amin och Babrak Karmal.

## Bakgrund och genomförande
17 april 1978 mördades Mir Akbar Khyber, en ledande medlem av kommunistpartiet PDPA:s reformistiska falang Parcham. Flera kommunistiska ledare menade att regeringen, ledd av Mohammed Daoud  Khan, låg bakom mordet och protesterade öppet varefter de flesta arresterades. Undantaget var Hafizullah Amin, ledare för den radikala falangen Khalq, som endast sattes i husarrest och därifrån kunde skicka instruktioner till sina partikamrater i de väpnade styrkorna och beordra den kupp som planerats i två år.
Militärkuppen inleddes 27 april och redan efter ett dygn slog kuppmakarna ned de Daoud-lojala styrkorna. Presidentpalatset intogs 28 april och Daoud och de flesta i hans familj mördades. Kommunistpartiet kallade händelsen Saurrevolutionen efter namnet på månaden då kuppen genomfördes. Partiet hade vid detta tillfälle uppskattningsvis 6000 medlemmar.
Den 30 april utropades Demokratiska republiken Afghanistan med PDPA:s generalsekreterare Noor Mohammed Taraki från Kahlq-falangen som president. Den nya regimen arresterade omedelbart tusentals verkliga och misstänkta motståndare från alla politiska läger: Religiösa ledare, medlemmar av den maoistiska vänstern, tjänstemän i Daouds administration och även deras familjemedlemmar. En stor del av de fängslade avrättades, många efter tortyr.

## PDPA:s regeringstid 1978-1979
Tarakis regering formulerade ett genomgripande program för att snabbt omvandla Afghanistan till ett socialistiskt samhälle. Man inledde en dåligt fungerande jordreform som på många ställen bröt sönder de ekonomiska strukturerna på landsbygden och ledde till stort skördebortfall. Man utmanade kulturella och sociala normer även genom att hävda lika rättigheter för kvinnor och män och tvinga familjer att skicka sina flickor till skolan. Redan våren 1978 bröt det ut ett lokalt uppror mot den nya ordningen, och det följdes av flera. I mitten av mars 1979 revolterade först militärgarnisonen i Herat och sedan hela staden, och regeringen svarade med bombningar som dödade tusentals civila. Resultatet blev massflykt till Pakistan och Iran, och de oppositionella afghanska exilpartier som redan fanns i pakistanska Peshawar började förse den afghanska motståndsrörelsen med vapen. Hösten 1979 hade ungefär halva den värnpliktiga armén deserterat och många hade gått över till upprorsmännen, som blev kända under det gemensamma namnet mujahedin, dvs trons (islams) krigare.
Samtidigt som regeringen mötte starkt folkligt motstånd skakades den av inre stridigheter. I september 1979 mördades Taraki,och Hafizullah Amin, som antas ha legat bakom mordet, övertog makten. Det dittillsvarande våldet mot meningsmotståndare skylldes uttryckligen på Taraki, samtidigt som Amin intensifierade terrorn.
Sovjetunionen stödde Tarakis regering militärt och med ett ökande antal sovjetiska "rådgivare". De traditionalistiska och islamistiska upprorsgrupperna fick stöd från Pakistan. Efter Amins maktövertagande beslöt sovjetledaren Brezhnev i december 1979 att invadera  Afghanistan för att behålla sin kontroll över landet. Formellt åberopade de att de bjudits in av den afghanska regeringen, men det första de gjorde var att döda Hafizullah Amin och installera parchamfalangens ledare Babrak Karmal som ny president. Därefter följde det 10 år långa Afghansk-sovjetiska kriget.